# Johann Christian Eschenbach (der Ältere)
Johann Christian Eschenbach, genannt der Ältere (* 10. März 1719 in Rostock; † 16. März 1759 ebenda) war ein deutscher Jurist, Philosoph und Professor an der Universität Rostock.

## Leben
Johann Christian Eschenbach war der dritte Sohn des Rostocker Apothekers und Kaufmanns Ehrenfried Christian Eschenbach und dessen Frau Catharina Margaretha, geb. Eibelürsen. Er wurde von Privatlehrern erzogen. Ab September 1738 studierte er Theologie und Philosophie an den Universitäten in Rostock, Jena (Oktober 1742), Erlangen und Göttingen. Im April 1744 wurde er in Rostock an der Philosophischen Fakultät zum Magister phil. promoviert. 1746 unternahm er mehrere Reisen, die ihn etwa nach Venedig und Amsterdam führten. In Rostock war er als Privatdozent tätig.
1750 wurde er zum (herzoglichen) ordentlichen Professor der Poesie an der Rostocker Universität berufen, hielt aber vorwiegend Vorlesungen über Metaphysik und Naturrecht. 1753 folgte ein Jurastudium an verschiedenen Akademien, u. a. in Leipzig. Im Dezember 1755 promovierte er an der Rostocker Juristischen Fakultät zum Dr. iur. beider Rechte. 1756 wurde er ord. Professor der Philosophie und Prorektor der Universität Rostock neben dem Mecklenburger Herzog Friedrich, bei dem zwischen 1748 und 1756 das Rektorat lag. Die Amtshandlungen wurden von dem jeweiligen akademischen Prorektor weitergeführt. 1758 war er Dekan der Philosophischen Fakultät. Eschenbach verstarb unverheiratet wenige Tage nach seinem 40. Geburtstag.
Ein Bruder von Johann Christian, Christian Ehrenfried Eschenbach (1712–1788), Mediziner und Stadtphysikus von Rostock, lehrte als Professor der Mathematik ebenfalls an der Universität Rostock und war mehrmals deren Rektor. Dessen ältester Sohn, Johann Christian Eschenbach (der Jüngere; 1746–1823) wurde ein bekannter Jurist und gleichfalls Professor und Rektor der Universität.

## Schriften (Auswahl)
- Idealismus fundamento destitutus, 1752
- Sammlung der vornehmsten Schriftsteller, die die Würklichkeit ihres eignen Koerpers und der ganzen Körperwelt läugnen. Enthaltend des Berkeleys Gespräche zwischen Hylas und Philonous und des Collier Allgemeinen Schlüssel, Röse, Rostock 1756 (online)
- Logic oder Denkungswissenschaft, 1756
- Metaphisic oder Hauptwissenschaft, 1757